# Тня
Тня — річка в Україні, права притока Случі (басейн Дніпра). Протікає на території Житомирського Полісся. Довжина 76 км, площа басейну — 1 030 км². Середня ширина річища 5—10 м, у пониззі — 20—25 м.

## Основні притоки
Ліві: 
- Грузлівка — починається на північно-східній околиці селища Довбиш. Тече переважно на північний схід через село Грузливець і впадає у Тню на південно-західній околиці села Калиновий Гай[1][2][3]
- Білка

Праві: 
- Світлиця
- Тартак
- Тенька
- Теснівка
- Лубня
- Лужа — починається на північному заході від Яблуневого. Тече переважно на південний схід через Слободу-Романівську, Нову Романівку і впадає у річку Тню[1][2][4].
  - Мазурочка — права притока Лужі. Починається на західній околиці Слободи-Романівської. Тече на південний схід і впадає у річку Лужу на південно-західній околиці цього ж села[1][2][5].